# Hereka
Hereka (in. Kreka, Kerka, Erekan dosł. "Czysta księżna") - najstarsza żona Attyli znana z "Historii bizantyjskiej i Attyli" historyka bizantyjskiego Priskosa. Matka Ellaka, Ernaka i Dengizeka.   

## Przekazy źródłowe
...podszedłem (Priskos) do murów pałacu Attyli niosąc dary dla jego żony Hereki […] Wewnątrz murów znajdował się zespół budynków, z których cześć była zbudowana z rzeźbionych desek spojonych razem by zdobić to miejsce, inne zaś z heblowanych belek z importu. Były one osadzone na okrągłych fundamentach z kamienia, które zaczynały się u ziemi i wznosiły się na średnią wysokość. Tam żyła żona Attyli. Przeszedłem koło barbarzyńców w drzwiach i zastałem ją gdy odpoczywała na miękkiej kanapie. Podłoga była pokryta wełnianymi matami. Kobietę otaczała grupa służących gotowych na każde jej skinienie, a twarzami do niej siedziały dziewczynki wyszywające hafty na płótnach dobrej jakości, mających być noszonymi jako ozdoby na barbarzyńskich strojach. […] Hereka, żona Attyli, zaprosiła nas (posłów bizantyjskich) na posiłek do domu Adamisa, zarządcy jej spraw. Poszliśmy tam razem z niektórymi przywódcami barbarzyńców i zostaliśmy bardzo dobrze przyjęci. Adamis przywitał nas dobrymi słowami i wielką ilością różnorodnego jedzenia. Jak nakazuje scytyjska gościnność wszyscy zebrani powstali, wręczono nam kielichy pełne wina, po spełnieniu których wymieniliśmy z gospodarzami uściski i pocałunki. Po kolacji powróciliśmy do naszych namiotów i udaliśmy się na spoczynek.